# Novosedly (Boêmia do Sul)
Novosedly é uma comuna checa localizada na região da Boêmia do Sul, distrito de Strakonice.